# Feodor (Kazanov)
Feodor (světským jménem: Nikolaj Lvovič Kazanov; * 10. července 1973, Jaroslavl) je ruský duchovní Ruské pravoslavné církve a metropolita volgogradský a kamyšinský.

## Život
Narodil se 10. července 1973 v Jaroslavli
Po střední škole nastoupil na Jaroslavskou technickou školu železniční dopravy a poté na Jaroslavský polytechnický institut.
Roku 1998 započal studium na Jaroslavském duchovním učilišti. Po absolvování učiliště byl 30. června 2000 postřižen na monacha se jménem Feodor na počest svatého Teodora Rostislaviče Černého. Dne 2. července jej arcibiskup jaroslavský Michej (Charcharov) rukopoložil na jerodiákona a 16. července na jeromonacha.
Od roku 2002 byl osobním sekretářem a kelejníkem arcibiskupa Micheje. Roku 2010 dokončil dálkové studium Moskevského duchovního semináře.
Na podzim roku 2006 se stal představeným Adrianov Uspenského monastýru. Dne 16. března 2007 byl povýšen na igumena. Od října působil jako předseda oddělení pro styk se zdravotnickými zařízeními jaroslavské eparchie. Vykonávál také funkci blagočinného Nekrasovského okruhu.
Dne 22. října 2010 byl ustanoven dočasným představeným Spaso-Afanasijevského monastýru a 24. prosince jeho řádným představeným.
Roku 2014 nastoupil na dálkové studium Moskevské duchovní akademie a teologickou fakultu Jaroslavské státní pedagogické univerzity.
Dne 24. prosince 2015 jej Svatý synod zvolil biskupem pereslavským a ugličským. Následující den byl povýšen na archimandritu. Biskupská chirotonie proběhla 27. prosince v chrámu Pokrova přesvaté Bohorodice v Jaseněvě. Hlavním světitelem byl patriarcha moskevský a celé Rusi Kirill.
Dne 28. prosince 2018 byl ustanoven biskupem volgogradským a kamyšinským, hlavou volgogradské metropole. Dne 3. ledna 2019 byl povýšen na metropolitu.